# Samara (vrucht)

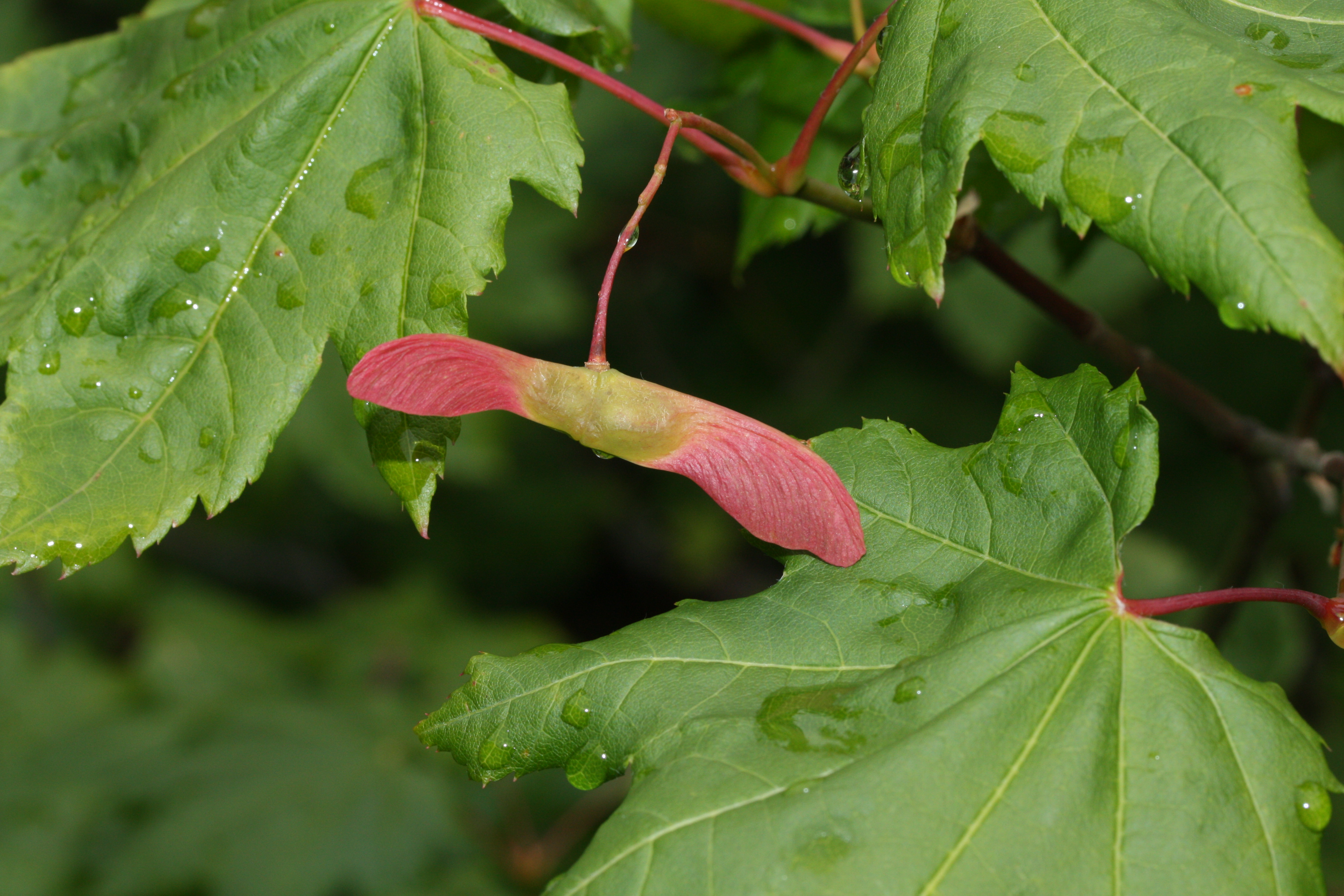
Een samara

Een samara (of gevleugelde noot) is een gevleugelde dopvrucht die voorkomt bij bomen als esdoorn (Acer), de es (Fraxinus excelsior en iep (Ulmus).
De vrucht is een niet-openspringende, droge vrucht en kan bestaan uit één (monosamara), twee (disamara) of drie zaden (trisamara).